# Unione Nazionale Monegasca
L'Unione Nazionale Monegasca (in francese Union Nationale Monégasque) è una lista elettorale monegasca.

## Storia
La presidente del Consiglio nazionale, Brigitte Boccone-Pagès, dal 6 ottobre 2022 dopo aver sostituito Stéphane Valeri nominato capo della Société des Bains de Mer (SBM), ha annunciato il 17 ottobre 2022 che i tre partiti rappresentati dal 2018 nel parlamento monegasco, cioè Primo! Priorité Monaco, da cui ha avuto origine, così come Horizon Monaco e l'Unione per Monaco si sarebbero alleati per formare l'Unione Nazionale Monegasca.
L'alleanza presenta la sua lista composta da 24 candidati il 14 novembre 2022 per le elezioni parlamentari di febbraio 2023. In totale, tredici candidati provengono da Primo! Priorità Monaco.
Durante le elezioni nazionali monegasche del 2023, il partito ha ottenuto l'89,63% e un totale di 72.602 voti e ha vinto tutti i 24 seggi in parlamento in un'elezione in cui l'astensione ha battuto i record dal 1998, poiché il tasso di partecipazione ha mostrato un calo di oltre 13 punti dal 70,35% al 57,26%.

## Risultati elettorali
| Elezioni         | Voti (%)       | Seggi   | Posizione   |
| ---------------- | -------------- | ------- | ----------- |
| Legislative 2023 | 72.602 (89,63) | 24 / 24 | Maggioranza |